# سديلة حرة
السديلة الحرة (بالإنجليزية: free flap)‏ أو نقل الأنسجة الحرة ذاتية المنشأ (بالإنجليزية: free autologous tissue transfer)‏ أو نقل الأنسجة الحرة ذات الأوعية الدقيقة (بالإنجليزية: microvascular free tissue transfer)‏ هي مصطلحات مترادفة تستخدم للإشارة إلى «زرع» نسيج من موضع ما إلى موضع آخر في الجسم، بهدف استبناء عيب ما.
توصف هذه السدائل بالحرة إشارة إلى أنها تُفصل كلية عن إمدادها الدموي في موضعها الأصلي (الموضع المانح) ثم تُنقل إلى موضع آخر (الموضع المتلقي)، ويعاد إنشاء الدورة الدموية في النسيج عن طريق مفاغرة الأوعية الدموية. وهو ما يختلف عن السديلة المعنقة (بالإنجليزية: pedicled flap)‏، التي يُترك فيها النسيج متصلًا بشكل جزئي بالموضع المانح عن طريق عنيقة (pedicle) ثم يُنقل إلى موضعه الجديد مع الإبقاء على العنيقة كمجرى لإمداد النسيج بالدم.
يمكن نقل العديد من أنواع الأنسجة كسدائل حرة، كالجلد والدهن والعضلات والأعصاب والعظام والغضاريف، (كل على حدة أو بعضها مع البعض) والغدد اللمفاوية وأجزاء من الأمعاء. ومن أمثلة السدائل الحرة النقل الحر لإصبع القدم (بالإنجليزية: free toe transfer)‏، وفيه يُنقل إبهام القدم أو إصبعها الثاني إلى اليد لاستبناء إبهام بديل.
وفي جميع هذه الحالات، يُستنشأ الإمداد الدموي باستخدام تقنيات الجراحة المجهرية لتوصيل الشريان والوريد.